# 直搗蜂窩的女孩
《直搗蜂窩的女孩》（瑞典語：Luftslottet som sprängdes、英語：The Girl Who Kicked the Hornets' Nest，書名原意為「爆炸的空中城堡」("The Cloud Castle that was Blown Up")）是暢銷小說千禧年三部曲的第三部，作者是史迪格·拉森，於2007年出版。2009年被改編成瑞典语的同名電影。

## 故事簡介
布隆維斯特趕到現場，拯救了危在旦夕的莎蘭德。不過莎蘭德卻被控告襲擊罪，國安局的秘密部門（布隆維斯特稱為「小組」）欲再次以偽造的精神科報告人身攻擊莎蘭德，以掩飾扎拉千科的秘密。布隆維斯特及莎蘭德決定揭發小組違憲的罪行，難得地，莎蘭德僅有的朋友都願意挺身而出支持她。最後，法院判定小組違憲，並恢復莎蘭德的人身自由。

## 主要人物
- 莉絲·莎蘭德——行为怪异的女孩，顶级駭客
- 麦可·布隆维斯特——《千禧年》月刊合伙人
- 爱莉卡·贝叶——千禧年杂志总编
- 达格·史文森——自由作家
- 米亚·约翰森——犯罪学家，两性议题的学者
- 罗纳德·尼德曼——德国杀手
- 米莉安·吴——斯德哥尔摩社会学学生，莎蘭德情人
- 李察·埃克斯壮——斯德哥尔摩检察官 达格、米亚案件的主要负责人
- 杨·包柏蓝斯基——刑事巡官，达格、米亚案件的调查团队组长
- 桑妮雅·朱迪——刑事警察，达格、米亚案件的调查团队成员
- 叶尔凯·霍姆柏——犯罪现场调查员 达格、米亚案件的调查团队成员
- 库特·安德森——刑事警察，达格、米亚案件的调查团队成员
- 汉斯·法斯特——刑事警察，达格、米亚案件的调查团队成员
- 玛琳·艾瑞森——千禧年杂志编辑秘书
- 克里斯特·毛姆——千禧年杂志合伙人兼美术指导
- 莫妮卡·尼尔森——千禧年杂志采访记者
- 罗塔·卡林姆——千禧年杂志兼职记者
- 亨利·科特兹——千禧年杂志兼职记者
- 葛雷格·贝克曼——艺术史教授、多家建筑事务所顾问，爱莉卡的丈夫
- 古纳·比约克——国安局移民组副组长
- 尼斯·艾瑞克·毕尔曼——莎蘭德监护律师
- 亚历山大·札拉千科—— 前苏联军队最高指挥部情报单位特工
- 霍尔格·潘格兰——莎蘭德前任监护律师
- 保罗·罗贝尔——训练过莎蘭德的拳击教练
- 阿格尼塔·苏菲亚·莎蘭德——莎蘭德母亲
- 卡米拉·萨兰德——萨兰德同胞姐妹
- 杰瑞米·麦米伦—－布罗陀麦米伦-马克斯律师事务所合伙人
- 瘟疫——电脑駭客

## 改編電影
- 直搗蜂窩的女孩 (電影)

## 外部連結
- 《直搗蜂窩的女孩 （页面存档备份，存于）》寂寞出版